# Ноема
Ноема (івр. נעמי — приємна, дружня) — дружина Елімелеха і свекруха Рут, одна з головних фігур Книги Рут.

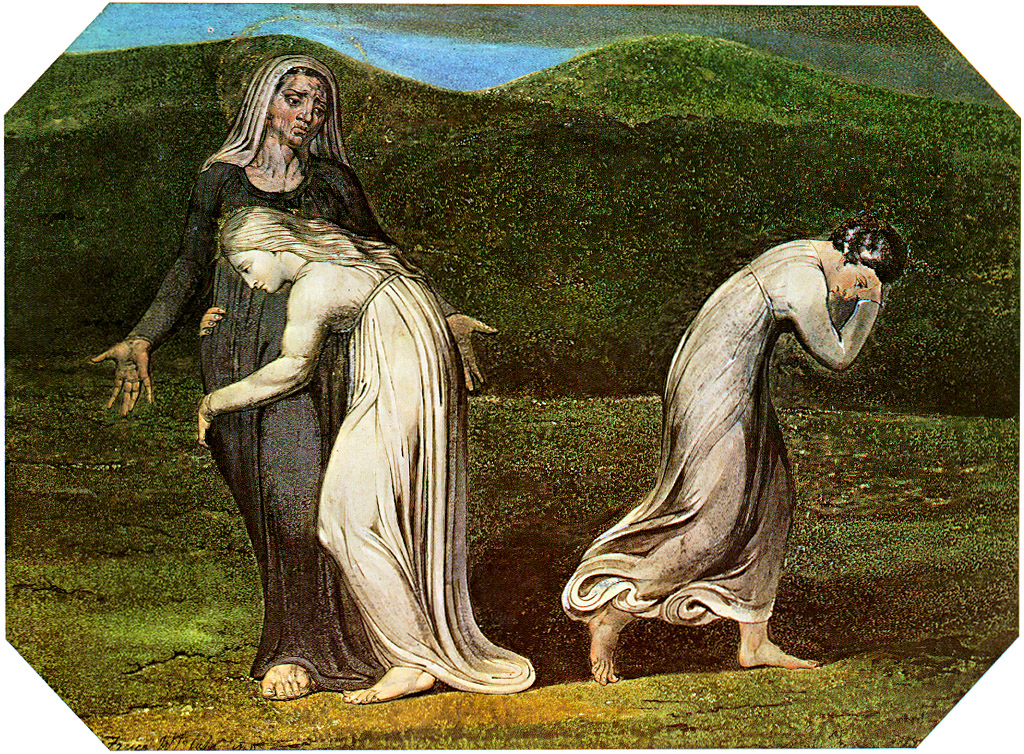
«Ноема просить Рут і Орпу повертатися в землю Моав». Гравюра Вільяма Блейка (1795)

Ноема разом з чоловіком та двома синами перебралися в Моав через сильний голод у Вифлеємі, де вони жили раніше. Згодом помер Елімелех, чоловік Ноеми, і вона лишилася сама з двома синами. Сини одружились з моавитянками: одну звали Орпа, а другу — Рут. І жили вони там близько 10 років. Але згодом померли і її сини: Махлон і Кілйон. Ноема лишилась сама по смерті обох синів і свого чоловіка. Тоді вибралася жінка з невістками в дорогу додому, з Моаву до Вифлеєму, бо почула що там голод минув. По дорозі вона відпустила своїх овдовілих невісток. Орпа пішла від неї, а Рут залишилася. Як вони прийшли у Вифлеєм, то жінки розпитували, чи не Ноема це? Тоді Ноема сказала: «Не звіть мене Ноема, звіть мене Мара, бо Всемогутній послав на мене велике горе», тим самим підкреслюючи значення свого імені. Рут розділяла з Ноемою весь тягар їхнього життя, збираючи колосся і приносячи їх свекрусі. Володар поля, поважний вифлеємлянин Вооз, далекий родич її померлого чоловіка, захоплений її доброчесністю і красою. Коли Ноема дізнається, про увагу і доброту Боаза до Рут, вона радить Рут наблизитися до нього:
|  | Вимийсь, отже, намастись та зберись у своє убрання й зійди на тік, але так, щоб він тебе не впізнав, поки не скінчить їсти й пити. Якже він ляже спати, запам'ятай собі місце, де він ляже; потім підеш, відкриєш його ноги та й ляжеш там; а він уже тобі скаже, що маєш робити. |

Боаз одружується на Рут, у них народжується син Овид, про якого Ноема дбає, і тому жінки в місті сказали: «Ноемі родився син!»

## Астрономія
На честь Ноеми названий астероїд 845 Наема відкритий у 1916 році.